# 한국전통가공식품협회
한국전통가공식품협회는 전통식품 가공산업과 산지가공산업 육성시책에 기여 목적으로 1992년 3월 6일 설립된 사단법인이다. 사무실은 서울특별시 서초구 양재동 232 aT센타 803호(137-787)에 있다.

## 설립 근거
- 식품산업진흥법[1]

## 주요 사업
- 상품전시 및 판매대행
- 농림부 품질인증 위탁홍보사업 시행